# Золотая полтина
Золотая полтина — монета, которая чеканилась в 1756 году при Елизавете Петровне и в 1777 году при Екатерине II. Исследователи считают, что она предназначалась для «дворцовых нужд».

## История
Золотая полтина стала выпускаться в 1756 году. Дизайн лицевой стороны монеты был схож с оформлением 1 и 2 рублей, которые стали выпускаться в том же году. На лицевой стороне размещался профиль Елизаветы Петровны с указанием ее титула «ЕЛИЗАВЕТА ИМП». На реверсе монеты находился вензель Елизаветы Петровны, который состоял из латинских букв «Е» и «Р», которые между собой переплетались. Круговая легенда: «Полтина», к которой примыкали арабские цифры, обозначающие год чеканки монеты. Диаметр золотой полтины Елизаветы Петровны составлял 13 мм, масса — 0,81 г. Золотая полтина 1756 года была изготовлена Красным монетным двором. В каталоге В. В. Биткина эта монета относится к категории R — довольно редкие.

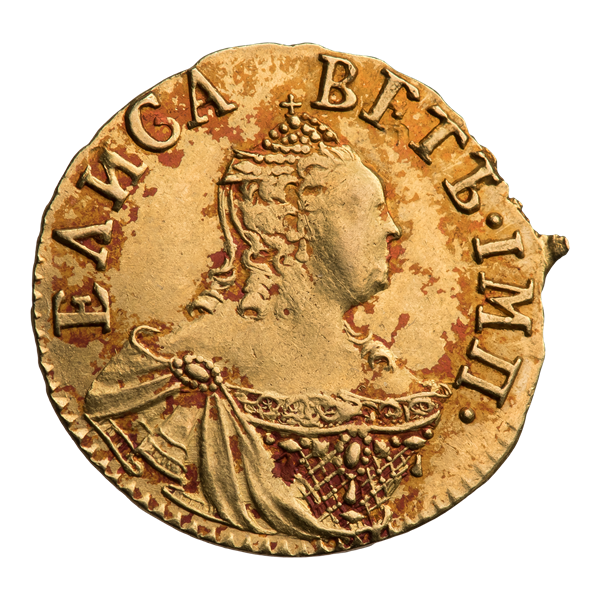
Полтина Елизаветы Петровны (аверс)
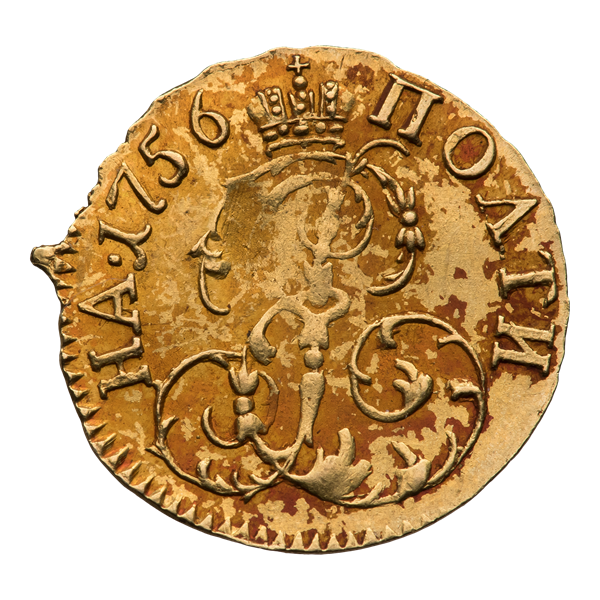
Полтина Елизаветы Петровны (реверс)
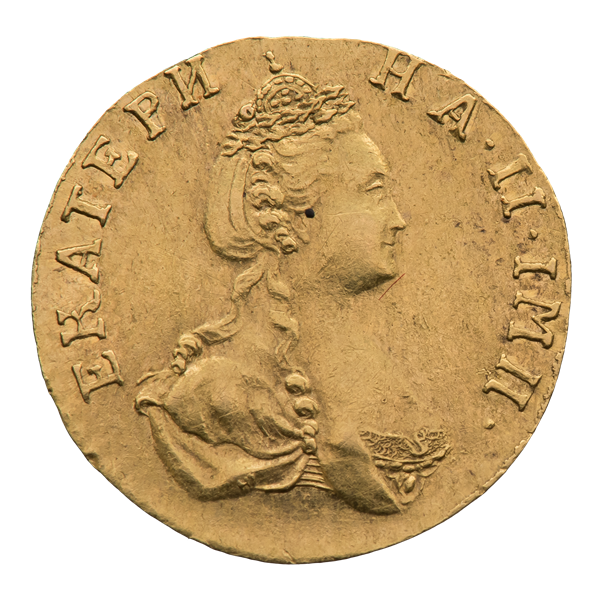
Полтина Екатерины II (аверс)
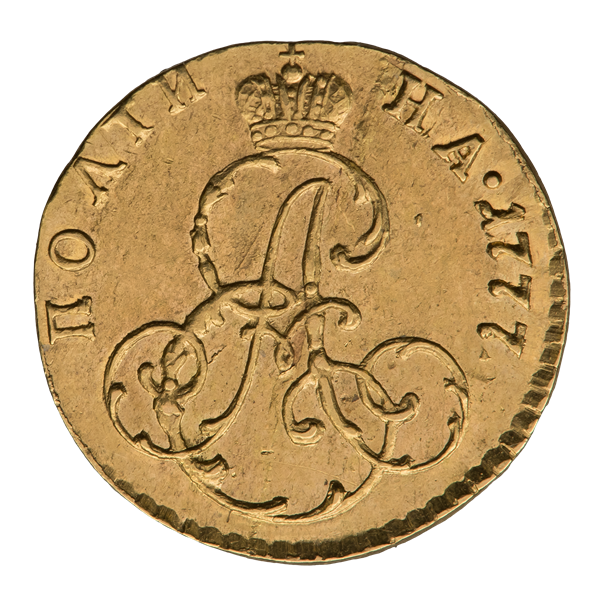
Полтина Екатерины II (реверс)

В 1777 году была отчеканена золотая полтина Екатерины II. Считается, что она использовалась для дворцовых нужд и пределы дворца не покидала. Эту монету использовали для игры в фанты или для оплаты карточных проигрышей. На полтине Екатерина II изображена в скромной одежде, с надписью «Екатерина II Імп.». Размер надписи на золотой полтине был намного короче, чем на других монетах того периода. На лицевой стороне монеты изображался вензель Екатерины, который был увенчан короной. Вензель состоял из инициалов «Е» и «А» (Екатерина Алексеевна), которые переплетались между собой. Золотая полтина при Екатерине II чеканилась в период с 1777 по 1778 год. Вес полтины составлял 0,65 г, диаметр — 12,5 мм.
Золотая полтина относилась к категории монет для дворцового обихода и предназначалась для использования царствующей особой при собственных расчетах.